# Isometopinae

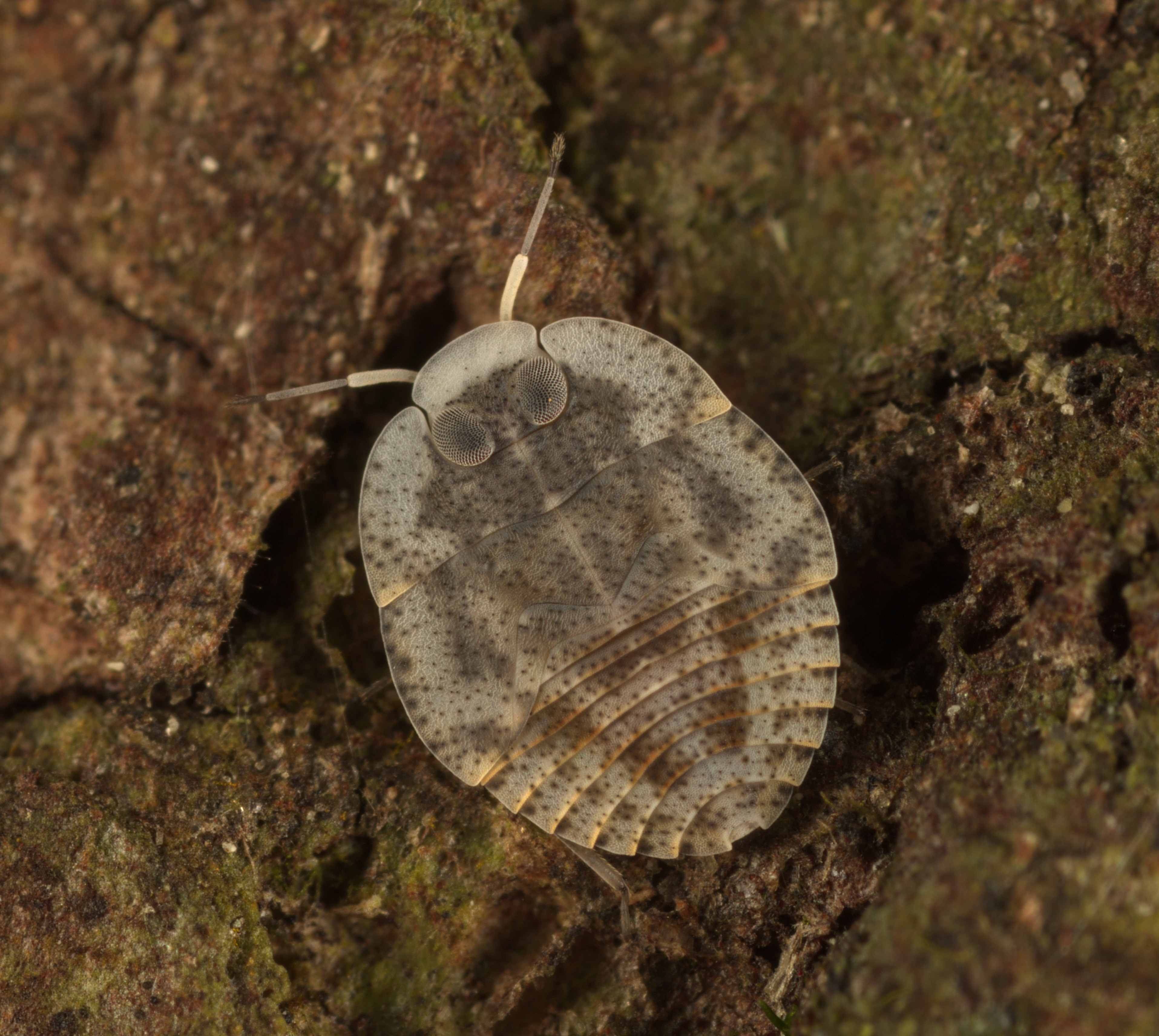
Wanzennymphe, möglicherweise aus der Gattung Isometopus

Die Isometopinae sind eine Unterfamilie der Weichwanzen (Miridae) aus der Teilordnung Cimicomorpha.

## Merkmale
Im Gegensatz zu den übrigen Weichwanzen besitzen die Isometopinae Ocellen. Die Facettenaugen sind häufig holoptisch, das heißt, sie berühren sich in der Mitte. Der Kopf ist ungewöhnlich geformt. Er ist häufig nach hinten abgeflacht. Die Imagines haben einen stark gewölbten Körperbau. Zumindest die Männchen sind stets makropter und flugfähig. Die Tarsi sind zweigliedrig im Gegensatz zu den anderen Unterfamilien, die dreigliedrige Tarsi aufweisen.

## Vorkommen und Lebensweise
Die Unterfamilie ist überwiegend tropisch verbreitet. Es sind weltweit etwa 175 Gattungen bekannt. In Europa kommen 2 Gattungen mit 4 Arten vor, in Nordamerika sind es 5 Gattungen mit 8 Arten.
Die Wanzen gelten als spezialisierte Räuber von Schildläusen.

## Taxonomie und Systematik
Die Isometopinae werden in mehrere Tribus unterteilt:
- Diphlebini Bergroth, 1924
- Electromyiommini
- Gigantometopini
- Isometopini Fieber, 1860
- Myiommatini

Außerdem wird die ausgestorbene Gattung Hoffeinsoria Herczek & Popov, 2012 ohne Tribuszuordnung geführt.

### Arten in Europa
Tribus Isometopini:
- Isometopus intrusus (Herrich-Schäffer, 1835)
- Isometopus longirostris Josifov, 1993
- Isometopus mirificus Mulsant & Rey, 1879
- Isometopus anlasi Çerçı & Dursun, 2017

Tribus Myiommini:
- Myiomma fieberi Puton, 1872

### Arten in Nordamerika
Tribus Diphlebini:
- Diphleps unica Bergroth, 1924

Tribus Myiommini:
- Corticoris libertus (Gibson, 1917)
- Corticoris pulchellus (Heidemann, 1908)
- Corticoris signatus (Heidemann, 1908)
- Corticoris unicolor (Heidemann, 1908)
- Lidopus heidemanni Gibson, 1917
- Myiomma cixiiforme (Uhler, 1891)
- Wetmorea notabilis McAtee & Malloch, 1924

### Weitere Arten (Auswahl)
- Fronsonia ochracea Herczek, 1993
- Isometopus kaznakovi Kiritshenko, 1939
- Isometopus nigritulus Akingbohungbe, 1996
- Isometopus peregrinus Akingbohungbe, 1996
- Namaquaropus niger Akingbohungbe, 2004
- Nesocrypha corticicola Kirkaldy, 1908
- Paloniella xizangana (Ren, 1988)
- Paloniella annulata Ren & Huang, 1988
- Paloniella montana Ren & Yang, 1987
- Paloniella flavicolor Akingbohungbe, 2004